# Вулиця Кобилянської (Львів)
Ву́лиця Кобиля́нської — вулиця в Галицькому районі міста Львова. Сполучає вулиці Івана Франка та Кирила і Мефодія.
Зліва в долішній частині вулиці розташований дендрарій ботанічного саду Національного лісотехнічного університету України.

## Історія та забудова
Точна дата виникнення вулиці невідома, у 1871 році зафіксована перша офіційна назва — вулиця Святого Марка, на згадку про парафіяльний костел Святого Марка, зведений у XVII столітті та розібраний 1784 року, що розташовувався поруч. Під час німецької окупації — Маркусштрассе. У 1944 році повернуто назву вулиця Святого Марка. Сучасну назву вулиця отримала у 1946 році, на пошану української письменниці Ольги Кобилянської.
У 1881 році на ділянці, де був костел, за проєктом архітектора Бруно Бауера звели будівлю, куди з вулиці Святого Миколая (сучасна вулиця Грушевського) перенесли Крайову школу лісового господарства. Поруч із школою був заснований невеликий дендрарій. Першим директором школи став Генрик Стшелецький, рисунок nf скульптуру викладав Леонард Марконі. За часів Польської республіки у будинку розташовувалася Державна ботанічна рільнича станція, у XXI столітті тут працює кафедра ландшафтної архітектури, садово-паркового господарства та урбоекології Національного лісотехнічного університету України.
Вулиця забудована переважно типовими чиншовими кам'яницями 1890-х років. У будинку № 2 на початку XX століття розташовувалося архітектурне бюро Едмунда Жиховича, створене у 1898 році. У будинку № 10 у міжвоєнний період містився торговельний дім Париляка.

## Особи, пов'язані з вулицею Кобилянської
У 1930-х роках в одному з будинків мешкав громадський діяч Осип Навроцький.